# Високе (Кегичівська селищна громада)
Високе (до 2016 року — Арте́мівка) — село в Україні, у Кегичівській селищній громаді Берестинського району Харківської області. Орган місцевого самоврядування — Шляхівська сільська рада. Населення становить 374 осіб. 

## Географія
Село Високе розташоване на відстані 1 км від села Козачі Майдани, за 2 км — село Шляхове. Селом протікає пересихаючий струмок, один їз витоків річки Вошива. В селі кілька ставків.

## Історія
Село засноване у 1876 році.
У 2016 році село Артемівка, на виконання Закону України про декомунізацію, перейменовано на сучасну назву — Високе.
12 червня 2020 року, в результаті децентралізації, Шляхівська сільська рада об'єднана з Кегичівською селищною громадою.
17 липня 2020 року, під час адміністративно-територіальної реформи та ліквідації Кегичівського району, село увійшло до складу Красноградського (Берестинського) району.

## Економіка
- Молочно-товарна ферма.
- Поруч з селом проходить газопровід «Союз».

## Об'єкт соціальної сфери
- Школа.